# Lesbois
Lesbois ist eine französische Gemeinde mit 184 Einwohnern (Stand: 1. Januar 2022) im Département Mayenne in der Region Pays de la Loire; sie gehört zum Arrondissement Mayenne und zum Kanton Gorron. Die Einwohner werden Lesboisiens genannt.

## Geographie
Lesbois liegt etwa 55 Kilometer nördlich des Stadtzentrums von Laval. Umgeben wird Lesbois von den Nachbargemeinden Passais Villages im Norden und Osten, Gorron im Süden sowie Saint-Aubin-Fosse-Louvain im Westen und Nordwesten.

## Bevölkerungsentwicklung
| Jahr                       | 1962 | 1968 | 1975 | 1982 | 1990 | 1999 | 2006 | 2019 |
| Einwohner                  | 347  | 336  | 283  | 254  | 200  | 203  | 195  | 194  |
| Quellen: Cassini und INSEE |      |      |      |      |      |      |      |      |

## Sehenswürdigkeiten
- Kirche Saint-Julien aus dem 13. Jahrhundert
- Herrenhaus aus dem 17. Jahrhundert

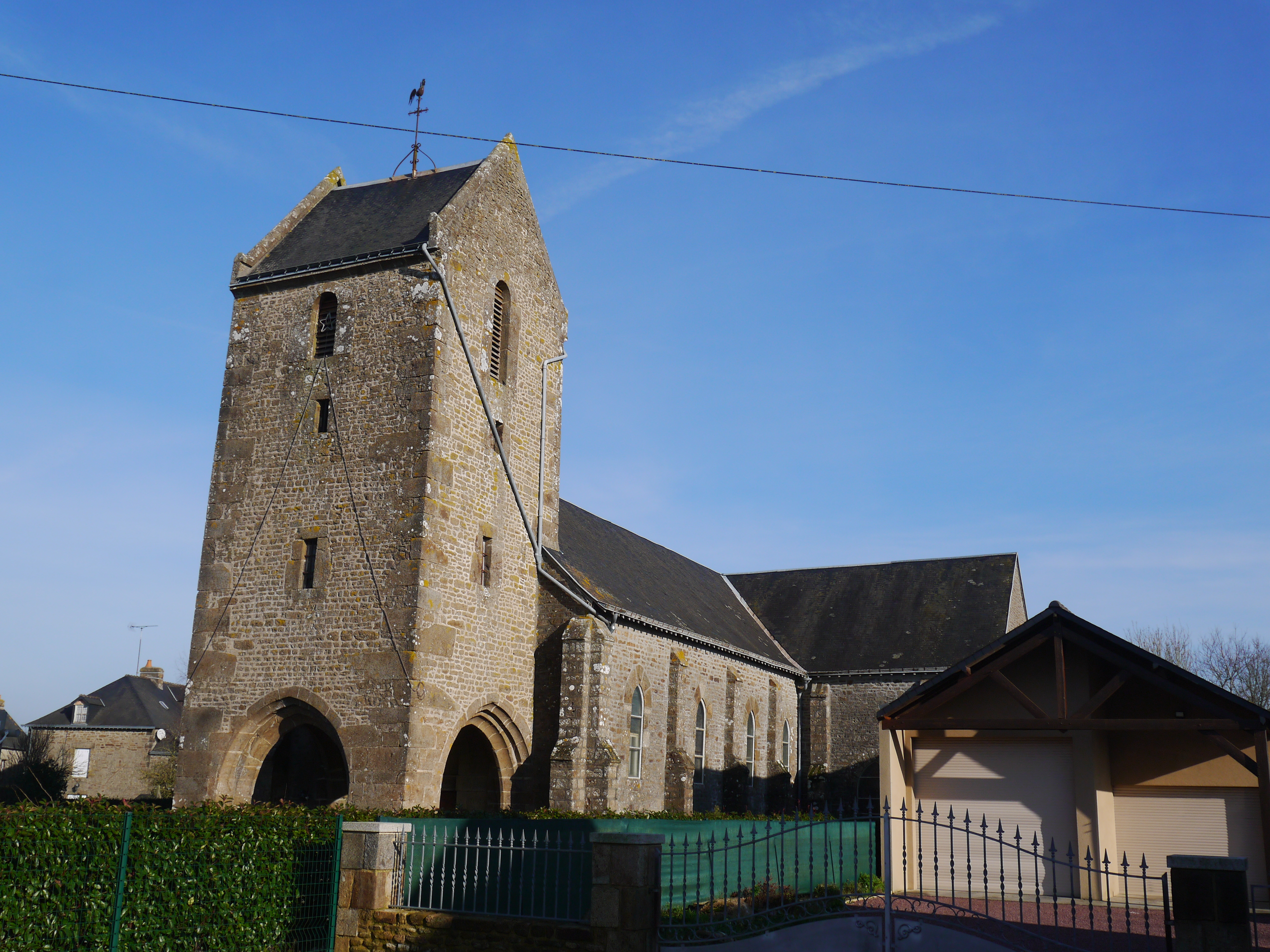
Kirche Saint-Jean-Baptiste